# Café de Marco
El Café de Marco fue un café situado en Buenos Aires (Argentina), fundado en 1801, que funcionó hasta 1871.

## Historia
En 1801, en Buenos Aires, en la esquina de las calles Alsina y Bolívar, Pedro José Marco, inauguró su café. El establecimiento contaba con servicio de confitería y botillería y, según rezaba un cartel ubicado en su entrada, también contaba con villares, con v, según se escribía en la época para referirse al billar. Gracias a su sótano, que hacía las veces de depósito y bodega, los parroquianos disfrutaban, en verano, de tomar bebidas “frescas”. 
Las bebidas no alcohólicas habituales eran el café y leche actualmente conocido como café con leche, el chocolate, el candial o candeal, una bebida en base al trigo, y los refrescos de horchata y naranjada. Curiosamente, el té, generalmente no se bebía en los cafés, fondas o pulperías de principio de siglo XIX, sino que se adquiría en farmacias como hierba de uso medicinal.
El café y leche era servido en inmensas tazas que desbordaban hasta llenar el platillo y jamás se veía azúcar en azucarera. Se servía una pequeña medida de lata llena de azúcar, generalmente no refinada, colocada en el centro del platillo y cubierta por la taza; el parroquiano daba vuelta la taza, volcaba en ella el azúcar, y el mozo le echaba café y leche hasta llenar la taza y el plato.
Durante los días de lluvia, las calles porteñas, en su mayoría de tierra, se anegaban y hacían muy difícil el trasladarse. Para facilitar el desplazamiento de los clientes en la vuelta a casa después de las tertulias, el café contaba con un servicio único en los establecimientos comerciales de la época: un coche de alquiler, de cuatro asientos esperando a la puerta del café para quienes lo pudieran costear. 
En una ubicación de privilegio, a un paso del Cabildo, el Fuerte, la actual Plaza de Mayo y justo a comienzos del siglo XIX, en el que se forjaron las independencias americanas, el café de Marco fue lugar obligado de cita para varias generaciones de políticos. Por sus mesas pasaron variadísimos personajes de nuestra historia como Martín de Álzaga, Juan José Castelli, Bernardo Monteagudo, Manuel José de Lavardén, todos los integrantes de la Sociedad Patriótica y los de la Sociedad del Buen Gusto, Agustín Donado, French, Beruti, como así también casi todos los hombres de la burguesía porteña. 
Según el deán Gregorio Funes, parece que existía una enemistad bastante virulenta entre los parroquianos del café de Los Catalanes, que ocupaba la esquina nordeste de las calles San Martín y Cangallo y los del café de Marco. Dice Funes, que era partidario de Saavedra, que el café de los Catalanes servía como tribuna política y competía con el de Marco, donde concurrían los partidarios de Moreno, "muchachones perdidos y sin obligaciones" tales como Francisco Seguí, Lucio Norberto Mansilla o Julián Álvarez.
Como consecuencia de la asonada de Álzaga de 1809, que se había gestado en el café, el virrey Liniers mandó clausurar el local y dio tres días a Marco para salir de la ciudad. José Antonio Gordon, socio en otros negocios de Marco, presentó dos rogatorias a Liniers para reabrir el local y ambas fueron denegadas. A partir del mes de agosto, ya en su cargo el virrey Cisneros, Marco retornó a Buenos Aires y, junto con una nueva rogatoria, presentó a las autoridades una memoria de las pérdidas sufridas producto de la clausura que, entre productos y utensilios sumaba 30 000 pesos. El 21 de agosto de 1809, finalmente, el local volvió a las actividades comerciales.
A partir de mediados de siglo XIX, con las sucesivas epidemias de fiebre amarilla en Buenos Aires, el público del café, perteneciente a la alta burguesía que había emigrado hacia los nuevos palacios edificados en el barrio norte, dejó de frecuentar el lugar y el local entró en decadencia hasta su cierre, en el año 1871.
Sobre el nombre que recibió el café, a lo largo de la historia, ha habido diferentes versiones. En algunos libros de memorias de la época, se lo nombra como Café de Marcos, otros lo recuerdan como Café de Marcó y Miguel Cané lo evoca como Café de Mallcos. Un ejemplar del Telégrafo Mercantil en el que se hace referencia a la inauguración del café, nos informa acerca del apellido de su dueño, Marco, sin tilde en la o. Y el mismo propietario, en la rogatoria que enviara a Cisneros en 1809, no le adjudica nombre; se refiere al local como la "casa de café en la calle que va del colegio a la Plaza Mayor" (actual calle Bolívar); por lo cual, resulta muy probable que el local nunca haya tenido nombre alguno.
Pedro José Marco, también era socio de Antonio F. Gómez, quien atendía otro café que ambos tenían en sociedad por la misma época. Se trataba del establecimiento ubicado a escasos cien metros del anterior, en la esquina de las actuales calles Perú y Alsina. Este café, del que tampoco se conoce nombre cierto, era más modesto que el que atendía Marco y lo frecuentaba una clientela más bohemia; cantantes, músicos y actores que se presentaban en el Teatro de la Ranchería y comerciantes, changadores y carreteros que trabajaban en el Mercado Viejo, también llamado Mercado del Centro. Ese mismo Histórico Café abrió nuevamente sus puertas en Tte. Gral. J. D. Peron 1259 entre las calles Libertad y Talcahuano (frente a la Gran Logia Argentina de Libres y Aceptados Masones).